# EuroAtlantic Airways

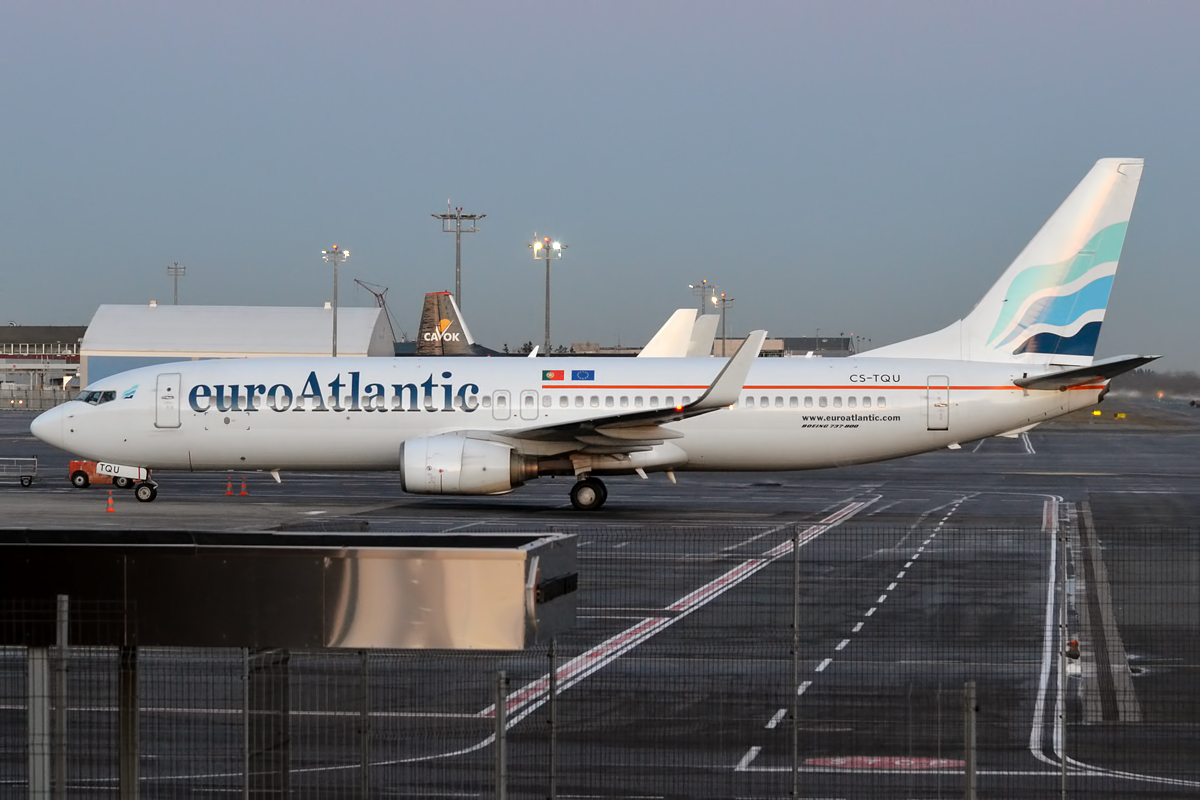
Boeing 737-800, com o antigo esquema de pintura

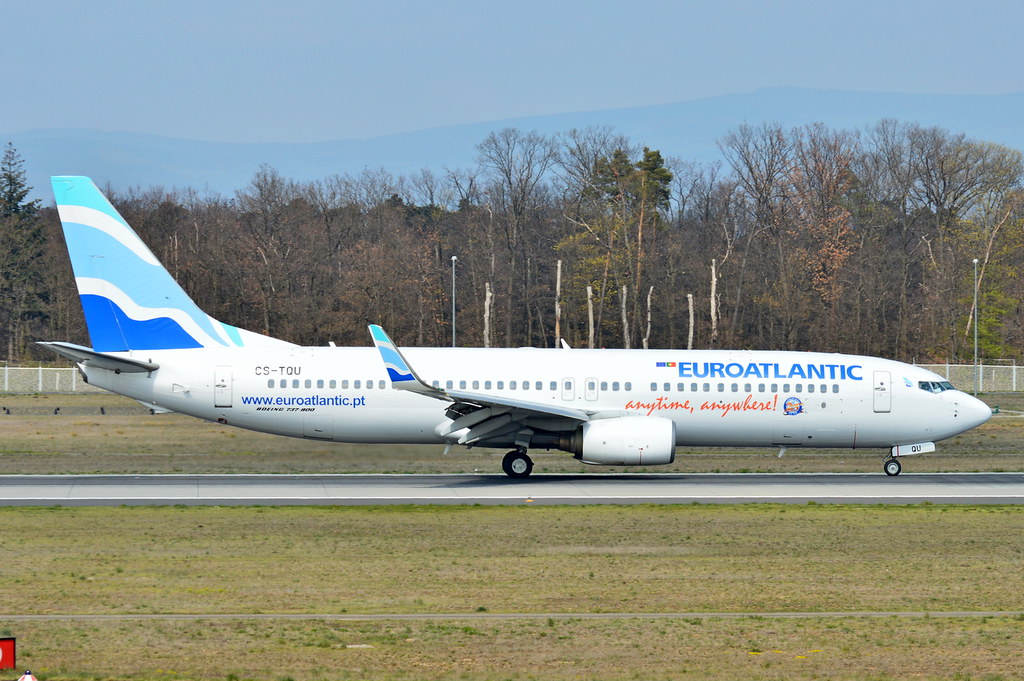
B737-800NG com o novo esquema de pintura

A EuroAtlantic Airways, legalmente EuroAtlantic Airways - Transportes Aéreos, SA é uma companhia aérea portuguesa especializada em leasing, charter e carga aérea com sede em Carnaxide, Portugal e baseada no Aeroporto de Lisboa. Fundada em 23 de Agosto de 1993 adotando inicialmente o nome de Air Zarco. A nível comercial, a companhia adoptou a designação de Air Madeira até 17 de Maio de 2000. Desde então possui a denominação atual de EuroAtlantic Airways..
A EuroAtlantic Airways também é proprietária de 38% da companhia aérea nacional de São Tomé e Príncipe, STP Airways.

## História
Fundada em 25 de Agosto de 1993 por Tomaz Metello, nasce inicialmente com o nome de Air Zarco, com um Lockheed L-1011 Tristar esse que foi adquirido pela TAP Portugal em 6 de Junho de 1997. Começaram a explorar rotas antes esquecidas, como as Caraíbas e o Nordeste do Brasil. Inicialmente, operaram com os aviões sem qualquer indicação do nome da companhia, mas em dezembro de 1999 as aeronaves passaram a ter a identificação de "Air Zarco" na fuselagem. Neste período destaca-se a realização em março de 1998 da viagem presidencial a Macau, com o então Presidente Jorge Sampaio. Em 17 de Maio de 2000, acontece a alteração do pacto social, sendo a nova designação EuroAtlantic Airways - Transportes Aéreos, S.A.
Em maio de 2001 recebe o seu primeiro Boeing 737-300, que se dá o nome de José de Oliveira Marques. Mais tarde um segundo se junta a frota, possibilitando a cobertura das rotas da Europa a partir do Funchal e Faro, principalmente. Tendo como objetivo quase exclusivo os voos para o exterior, evita a erosão de uma concorrência feroz no mercado nacional, em 2003 negocia com a Varig a utilização partilhada de dois Boeing 767-300ER, perspectivando para 2004 o aumento da frota para quatro aeronaves deste tipo.
Em 2004 adquire uma pequena empresa moçambicana de aviões, a Air Plus, que lhe permite entrar no mercado africano. Em julho deste ano a companhia anunciou o registro em Portugal de um avião Boeing 767-300ER. Tratou-se do primeiro B767 com matrícula portuguesa. Neste ano a companhia apresenta resultados líquidos positivos no montante de 1,29 milhões de Euros, conformando-os em 2005 ao atingir os 2,5 milhões de Euros.
É reconhecida como sendo pioneira na implementação da operação de aeronaves Boeing da era moderna em Portugal, tendo sido proprietária dos primeiros B757, B767 e B777 com matrícula portuguesa.
A EuroAtlantic Airways continua a sua expansão sustentada com o aluguel (leasing) de mais três Boeing 767-300ER durante 2005, prevendo a entrada de dois Boeing 757-200 durante o ano de 2006.Em fevereiro de 2006 a companhia confirmou publicamente estar a negociar a compra da Air Luxor. Em 2009 a companhia adquiriu um Boeing 777-200ER, o maior avião bimotor de longo alcance, da Singapore Airlines. A compra da aeronave de fabricação norte-americana aumentou os ativos da EuroAtlantic Airways para 150 milhões de Euros, e acrescentou aos outros aviões da fabricante Boeing detidos pela companhia (B767 e B757).
Em 2012 a euroAtlantic realizou o leasing de um B737-800NG.
Em 2019, a empresa foi vendida ao grupo Luxemburguês Imperial Jet, liderado pelo empresário e também piloto Alemão-Libanês, Abed El-Jaouni.

## Frota
Em 2023, a EuroAtlantic Airways tem a seguinte frota : 
| Aeronave                | Quantidade | Encomendas | Notas |
| ----------------------- | ---------- | ---------- | ----- |
| Boeing 767-300ER        | 3          | -          |       |
| Boeing 777-200ER        | 3          | -          |       |
| Boeing 787-8 Dreamliner | 0          | 0          |       |

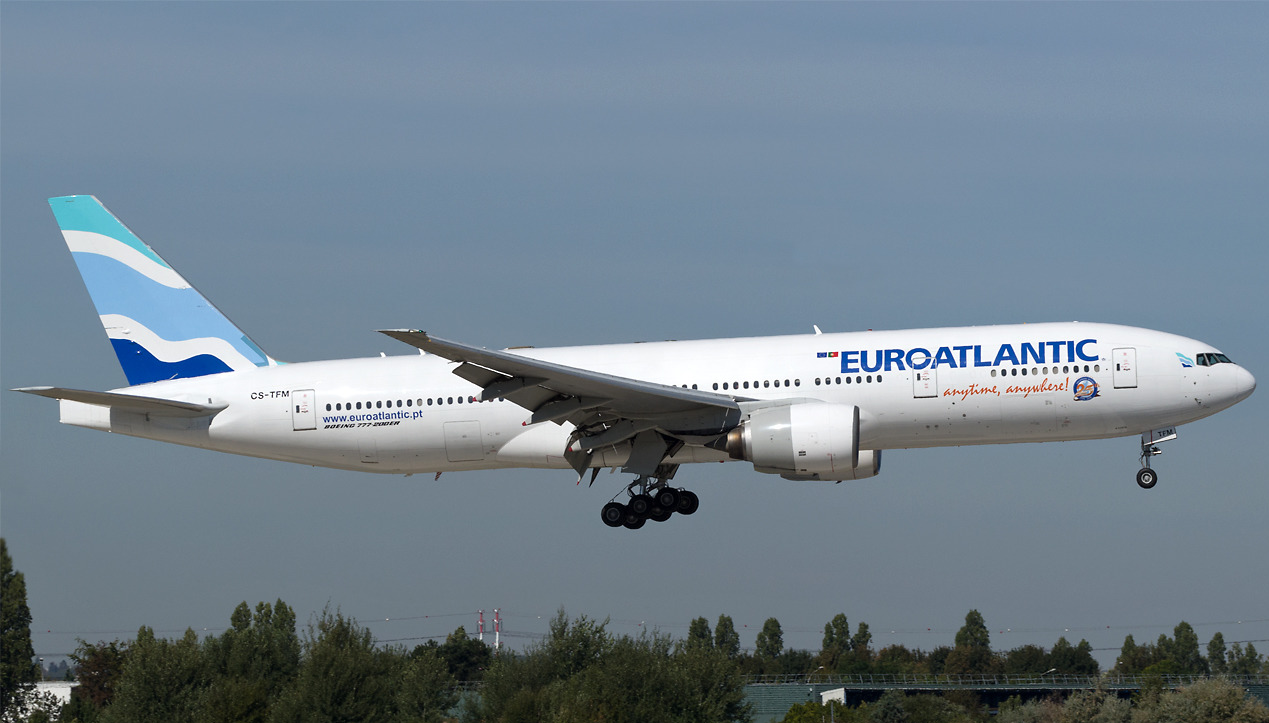
B777-200ER

A EuroAtlantic airways já operou as seguintes aeronaves:

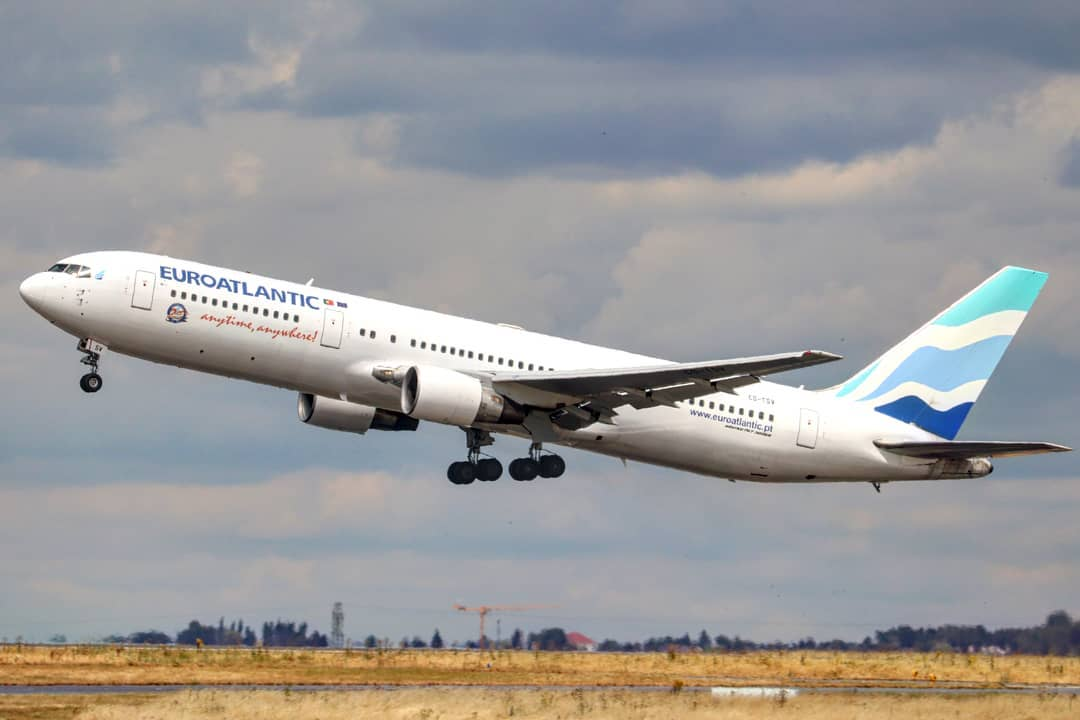
B767-300ER

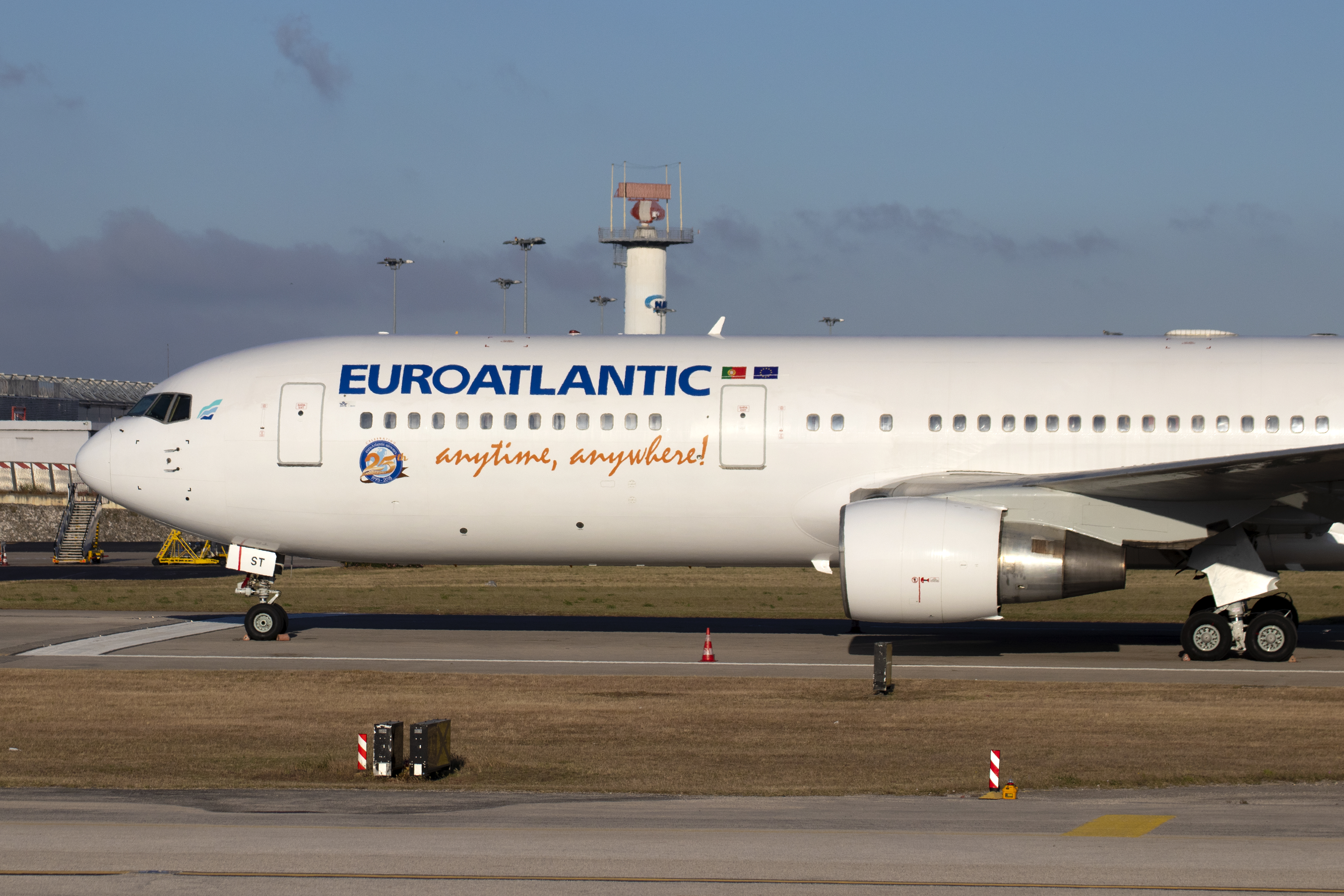
Boeing 767-300ER, com o novo esquema de pintura

| Aeronave                | Total | Ano de Entrada ao Seviço | Ano de Saída ao Serviço | Notes                            |
| ----------------------- | ----- | ------------------------ | ----------------------- | -------------------------------- |
| Boeing 737-300          | 6     | 2000                     | 2006                    |                                  |
| Boeing 737-800NG        | 1     | 2012                     | 2021                    |                                  |
| Boeing 757-200          | 3     | 1998                     | 2011                    | Leased from Macquarie AirFinance |
| Boeing 767-200ER        | 1     | 2014                     | 2014                    | Leased from Jet Asia Airways     |
| Boeing 767-300ER/BDSF   | 15    | 2003                     | 2018                    |                                  |
| Lockheed L-1011 TriStar | 1     | 1997                     | 2010                    |                                  |

## Certificações e Associações
A EuroAtlantic Airways tem uma licença de operador aéreo (AOC) português e também licenças como operador estrangeiro (FAOC), respectivamente dos Estados Unidos da América, da Austrália, do Canadá e do México. É um membro IATA desde 2010, Operador IOSA e Membro da AIRE desde 2009. Possui ainda o certificado FAA (FAR129), EASA( EUOPS1).